# ألفريد بيني وورث
ألفريد بينيوورث (بالإنجليزية: Alfred Pennyworth) هو شخصية خيالية ظهر في عالم دي سي. ظهرت الشخصية لأول مرة في باتمان العدد 16 (أبريل ومايو 1943)، وابتكرها الكتاب بوب كين وبيل فينغر، والفنان جيري روبنسون. كما يعتبر ألفريد خادم بروس واين الدؤوب، ومساعده، وكبير خدمه، وكاتم أسراره، وأفضل صديق له، ويعتبر بمثابة الأب له. في التفسيرات الحديثة، وصل ألفريد إلى درجة أنه كان الوصي القانوني لبروس بعد وفاة والديه. في بعض الأحيان دعي ب«باتمان الباتمان». كما قام ألفريد بترويح كوميدي، حيث بعض مواقفه الساخرة والتهكمية غالبا ما أضافت نوع من الدعابة في الحوار بينه وبين باتمان. ألفريد هو جزء أساسي وهام من أسطورة باتمان، وظهر في معظم وسائل الإعلام الأخرى لتجسيد الشخصية.

## الجوائز والترشيحات
كانت الشخصية شعبية باستمرار على مر السنين، بعد أن رشح لجائزة سكويدي لأفضل شخصية مساعدة في عام 1994 ورشح لأفضل شخصية في 2001. رشح ألفريد أيضا لجائزة ويزرد فان لأفضل شخصية مساعدة من الذكور في عام 1994.

## التمثيل
قام ببطولة شخصية ألفريد في وسائل الإعلام كل من، وليام أوستن، آلان نابير، مايكل غوف، أفرام زيمباليست جونيور، إيان أبركرومبي، ومايكل كين، ولاحقا سيلعب دوره شون بيرتوي وجيرمي أيرونز.